# 木村健
木村 健（きむら たけし、1975年8月16日 - ）は、兵庫県競馬組合・園田競馬場所属の調教師、元騎手。愛称はキムタケ。
父・隆は紀三井寺競馬場所属の騎手だったが、1988年に廃止されるに伴い兵庫県に移籍し、引退後には厩務員を続けている。
地方競馬教養センター長期騎手課程第58期生。同期には五十嵐冬樹らがいる。
小牧・岩田時代にはベスト5入りが精一杯だったが、小牧がJRAへ移籍した2004年に131勝を挙げリーディング3位、岩田がJRAへ移籍した2006年には231勝と一気に勝鞍を伸ばし、悲願の兵庫県リーディングジョッキーとなり、地方競馬全体でも第3位となった。
2016年までに兵庫ダービーを通算5勝しており、兵庫を代表するトップジョッキーであった。

## 来歴
1993年10月20日園田競馬第2競走カイズカスターで初騎乗初勝利。
1995年全日本新人王争覇戦出場（2位）。
1996年地方競馬通算100勝達成。また、春にはポニー競馬の大会にソノダトップガンの騎手として出場。３連覇が懸かっていたナリタブラリアンと森安輝正の最強コンビを見事に一蹴して地方馬として初優勝。阪神・淡路大震災から1年2か月たった被災地・神戸に歓喜の報告をした。
2000年10月21日4回京都競馬5日目第4競走サラ系4歳上500万下、ビザンフレッシュでJRA初騎乗（13頭立て13着）。
2001年6月6日第40回楠賞全日本アラブ優駿をガバナマイウェーで勝利し、重賞初制覇。
2002年地方競馬通算500勝達成。同年12月3日インターナショナルジョッキーカップ出場（10人中3位）。
2004年兵庫県競馬組合優秀騎手賞受賞。
2006年5月16日園田競馬第1競走F3三組 3歳条件戦をセレクトワンで勝利し、地方競馬通算1000勝を10,300戦目で達成。同年11月16日園田競馬第1競走D5四組 3歳以上条件戦をジャーマンで勝利し、年間200勝を達成。最終的に231勝をあげ、初の兵庫県地区年間勝鞍1位でリーディングジョッキー賞受賞。
2007年佐々木竹見カップ・ジョッキーズグランプリ出場（14人中8位）。同年3月10日阪神競馬第12競走吹田特別でマイネルトラヴェルに騎乗し1着となり、JRA初勝利をあげる。4月5日園田競馬第10競走B1一組 4歳以上条件戦をトサノデザートで勝利し、地方競馬通算1200勝達成。4月7日から4月27日までアメリカ合衆国ケンタッキー州キーンランド競馬場で海外研修を行った。11月6日園田競馬第1競走D3二組 3歳以上条件戦をサクラダモンで勝利し、地方競馬通算1300勝達成。
2008年2月28日園田競馬第6競走から最終第11競走までの6競走連続勝利を達成。8月13日園田競馬第4競走D5三組 4歳以上条件戦をトーエイスズカで勝利し、地方競馬通算1500勝達成。同年年間288勝でリーディングジョッキー賞、1500勝達成による特別賞を受賞。
同年地方競馬代表騎手決定戦スーパージョッキーズトライアル2008出場（総合7位）。
2009年1月27日佐々木竹見カップ・ジョッキーズグランプリ出場（14人中12位）。同年3月5日第24回園田競馬6日目第3競走D1二組4歳以上条件戦をブライトティースで優勝（11頭立て1番人気）し、地方競馬通算1700勝達成。同年8月13日第8回園田競馬2日目第9競走C1 3歳以上特別戦をコスモニエで優勝（10頭立て1番人気）し、地方競馬通算1800勝達成。
2010年3月6日、第17回チューリップ賞をショウリュウムーンで勝利し、JRA重賞初制覇。9月8日園田競馬第4競走一組2歳戦をオオエライジン号で優勝（6頭立て1番人気）し、地方競馬通算2000勝達成。
2011年10月23日、第72回菊花賞を単勝14番人気のハーバーコマンドで4着入線し、地方競馬騎手の意地を見せた。同競走では他にも名古屋競馬の岡部誠が騎乗していた。
NARグランプリ2013ベストフェアプレイ賞受賞。
2014年10月15日園田競馬第3競走をアンジュドボヌールで勝ち、地方競馬通算3000勝を達成した。
2016年8月12日、園田競馬第7競走でヴァルディスーザに騎乗し1着となり、地方通算3377勝を達成し、兵庫所属の生え抜き騎手としては、小牧太が地方競馬在籍時代に達成した3376勝を超えて歴代1位となる。なお2018年に田中学が同記録を更新するがその時の騎乗馬もヴァルディスーザであり、同馬のJRA時代の主戦騎手だったのは、前記録保持者の小牧太だった。
2017年7月26日に腰痛（腰椎椎間板ヘルニア）のため当分の間、騎乗しないことが発表されたが、同年9月13日に調教師課程を受講することが発表された。木村自身も「このままでは自分の思うような騎乗ができないと考え、調教師への道に進むことを決めた。まずは試験に合格することを第一に努力したい」とコメントを寄せている。
2018年3月、調教師免許試験に合格したことが地方競馬全国協会から発表され、同年4月1日付で免許が交付された。同年9月1日付けで園田競馬場に厩舎を開業。
地方通算成績21715戦3560勝/JRA通算242戦6勝。

## 重賞勝利
太字は中央競馬の重賞。
- 2001年
  - 楠賞全日本アラブ優駿 ガバナマイウェー
- 2002年
  - 園田ジュニアカップ ハヤセスイグン
- 2006年
  - のじぎく賞 ナイスジョーカー
  - 姫路プリンセスカップ ホクザンパラダイス
  - 園田金盃 タガノインディー
- 2007年
  - 新春賞 タガノインディー
  - 六甲盃 タガノインディー
- 2008年
  - 六甲盃 アルドラゴン
  - 兵庫大賞典 アルドラゴン
  - 兵庫サマークイーン賞 フサイチミライ
  - のじぎく賞 アイアンゴールド
  - 楠賞 バンバンバンク
  - 園田金盃 アルドラゴン
- 2009年
  - 新春賞 バンバンバンク
  - 園田クイーンセレクション バージンサファイヤ
  - のじぎく賞 バージンサファイヤ
  - 園田フレンドリーカップ アルドラゴン
  - 摂津盃 アルドラゴン
  - 瀬戸内賞 イイデケンシン
- 2010年
  - 園田ユースカップ フィオーレハーバー
  - チューリップ賞 ショウリュウムーン
  - 六甲盃 アルドラゴン
  - 菊水賞 フィオーレハーバー
  - 兵庫大賞典 アルドラゴン
  - 摂津盃 アルドラゴン
  - スプリント イイデケンシン
  - 兵庫若駒賞 オオエライジン
  - 楠賞 バンバンバンク
- 2011年
  - 園田ユースカップ オオエライジン
  - 福山牝馬特別 ゴールドピアーズ
  - 兵庫ダービー オオエライジン
  - 東海クイーンカップ ナナクサ
  - 摂津盃 タガノサイクロン
  - 黒潮盃 オオエライジン
  - 姫山菊花賞 タガノサイクロン
  - 岐阜金賞 オオエライジン
- 2012年
  - 園田ユースカップ エーシンユリシーズ
  - 福山牝馬特別 ゴールドピアーズ
  - スプリングカップ エーシンユリシーズ
  - ル・プランタン賞 メイレディ
  - 兵庫大賞典 オオエライジン
  - 兵庫ダービー メイレディ
  - サマーカップ シンボリバッハ
  - 姫山菊花賞 ホクセツサンデー
- 2013年
  - 兵庫若駒賞 トーコーポセイドン
- 2014年
  - ゴールドジュニア トーコーガイア
  - かきつばた記念 タガノジンガロ
  - 兵庫ダービー トーコーガイア
  - 読売レディス杯 エーシンサルサ
  - 兵庫サマークイーン賞 エーシンサルサ
  - 摂津盃 エーシンサルサ
  - 姫山菊花賞 タガノジンガロ
  - 兵庫若駒賞 トーコーヴィーナス
- 2015年
  - 園田クイーンセレクション トーコーヴィーナス
  - 梅桜賞 トーコーヴィーナス
  - 菊水賞 インディウム
  - 東海桜花賞 エナエビス
  - 兵庫大賞典 タガノジンガロ
  - 兵庫ダービー インディウム
  - サマーカップ タガノジンガロ
  - 兵庫サマークイーン賞 エーシンサルサ
  - 金沢スプリントカップ トウショウセレクト
  - 岐阜金賞 バズーカ
  - 姫山菊花賞 エーシンクリアー
- 2016年
  - 兵庫ダービー　ノブタイザン
  - 摂津盃 エナエビス
  - 園田金盃 バズーカ
- 2017年
  - 菊水賞 マジックカーペット

## 連載
- スポーツニッポン近畿版「兵庫の貴公子 木村健の注目 その馬だ」 - 木村による中央競馬のレース予想コーナー

## 主な厩舎所属者
- 板野央（騎手、2018年10月1日-)